# 力士杜
力士杜是加拿大安大略省多倫多的一個社區，位於城市中央核心西北部的怡陶碧谷區內。力士杜被劃定為包含401號公路以北及427號公路以東的多個市政社區的區域。力士杜最初是怡陶碧谷內的二戰後住宅發展項目，今天適用於西至Malton及密西沙加的多倫多皮爾遜國際機場、南至401號公路、北至士刁士路、東至漢伯河的一般區域。它以力士杜道（Rexdale Boulevard）夾伊斯靈頓路為中心。

## 特徵

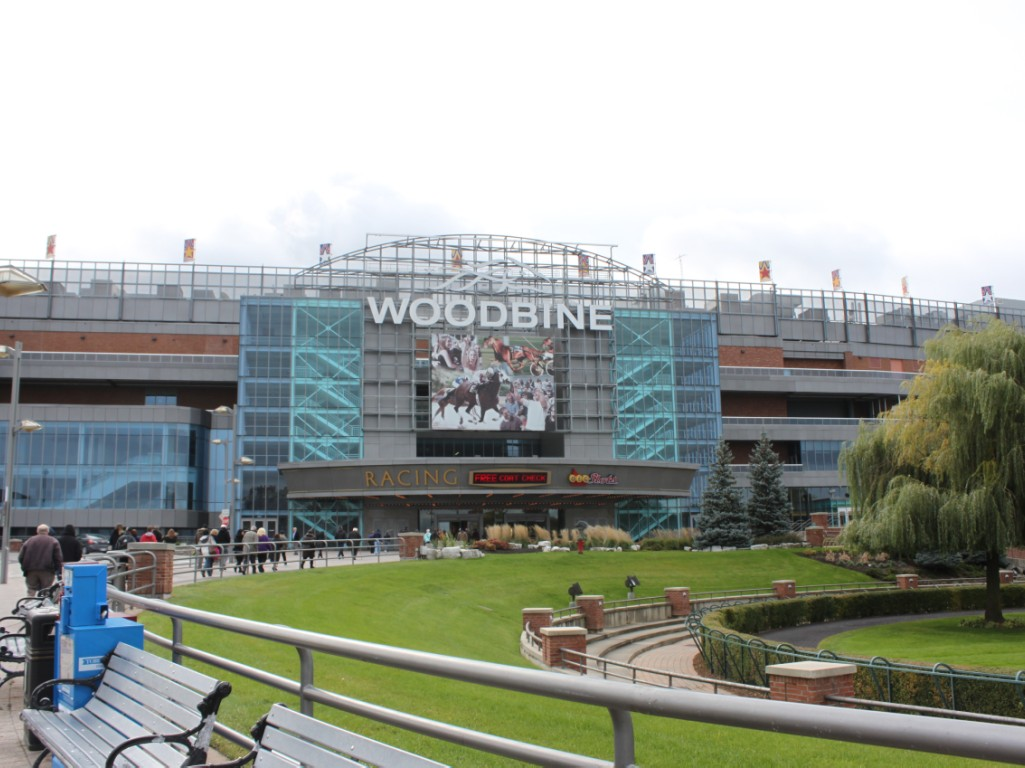
力士杜的活湃馬場

力士杜內的小社區包括：
- 榆樹區（英语：The Elms, Toronto）
- 漢伯活（英语：Humberwood）
- 士美菲（英语：Smithfield, Toronto）
- 卡拉威老

位於力士杜的機構及景點包括加拿大標準協會、多倫多會議中心、活湃中心及活湃馬場。

## 歷史
力士杜以當地地產發展商力士·喜士立（Rex Heslop）的名字命名，他於1955年以110,000加元的價格購買了該地區的農田，並設立了水管、街道及下水道，以及以9,000加元或10,000加元的價格出售的房屋。這些房屋賣得很好，很快就有330戶家庭居住在這個開發項目中。1956年，喜士立開設了力士杜廣場（Rexdale Plaza，曾經是伊頓百貨和Towers百貨的所在地，後來被拆除並由一個電力中心取代）。那時，力士杜有70個行業和3,600座住宅。
力士杜的第一批居民主要是英格蘭人及蘇格蘭人，但在接下來的幾十年裏，它演變成一個由來自加勒比地區及印度次大陸的人主導的多元文化社區。根據2006年加拿大人口普查，力士杜的人口為94,469人，居住在30,238戶家庭中。力士杜迪人口增長速度與周圍社區相當。
2006年，《多倫多星報》的記者Christopher Hume寫道，力士杜「已成為郊區頹敗、社會崩潰及幫派暴力的縮影。僅2005年一年，就有五名年青人在該地區被槍殺，這裏只有灰色的公路、高層建築、購物中心和教堂。」Hume寫道，住在力士杜的小孩們無事可做，「在這個地方的無名街道上徘徊」。Hume寫道，力士杜的規劃者的願景是將工作、生活、購物和娛樂的獨立區域拼湊起來，並通過高速公路連接起來。然而，這種單一用途的分區、分離、工業規模發展和對汽車的依賴導致了力士杜的問題。《南華早報》的Joyce Lau在2015年表示，在力士杜，「其他移民生活在貧困中，被犯罪包圍。」

## 教育
位於力士杜的著名學校包括：
多倫多公校教育局（TCSB）：

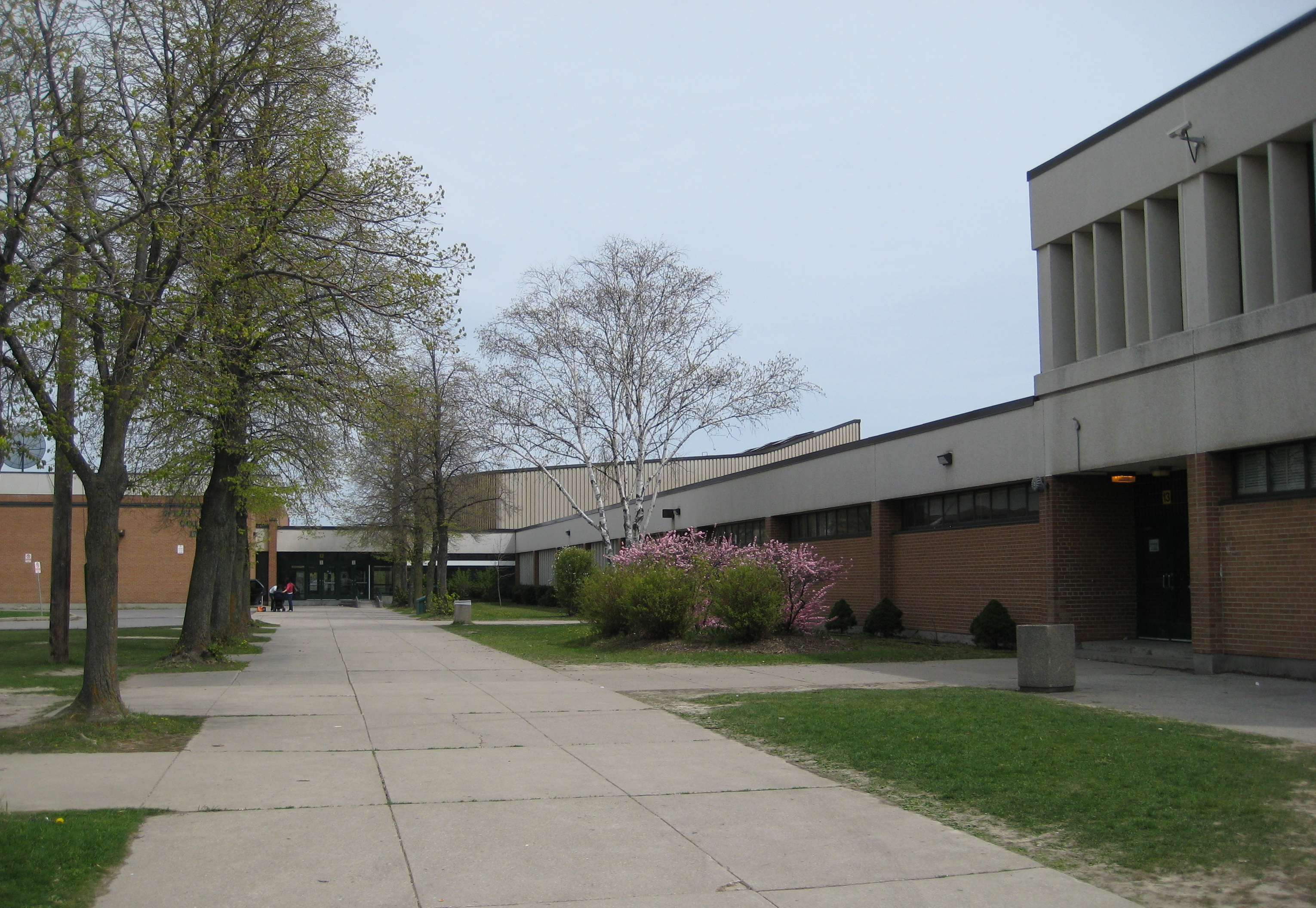
西漢伯書院是該地區的數所公立中學之一

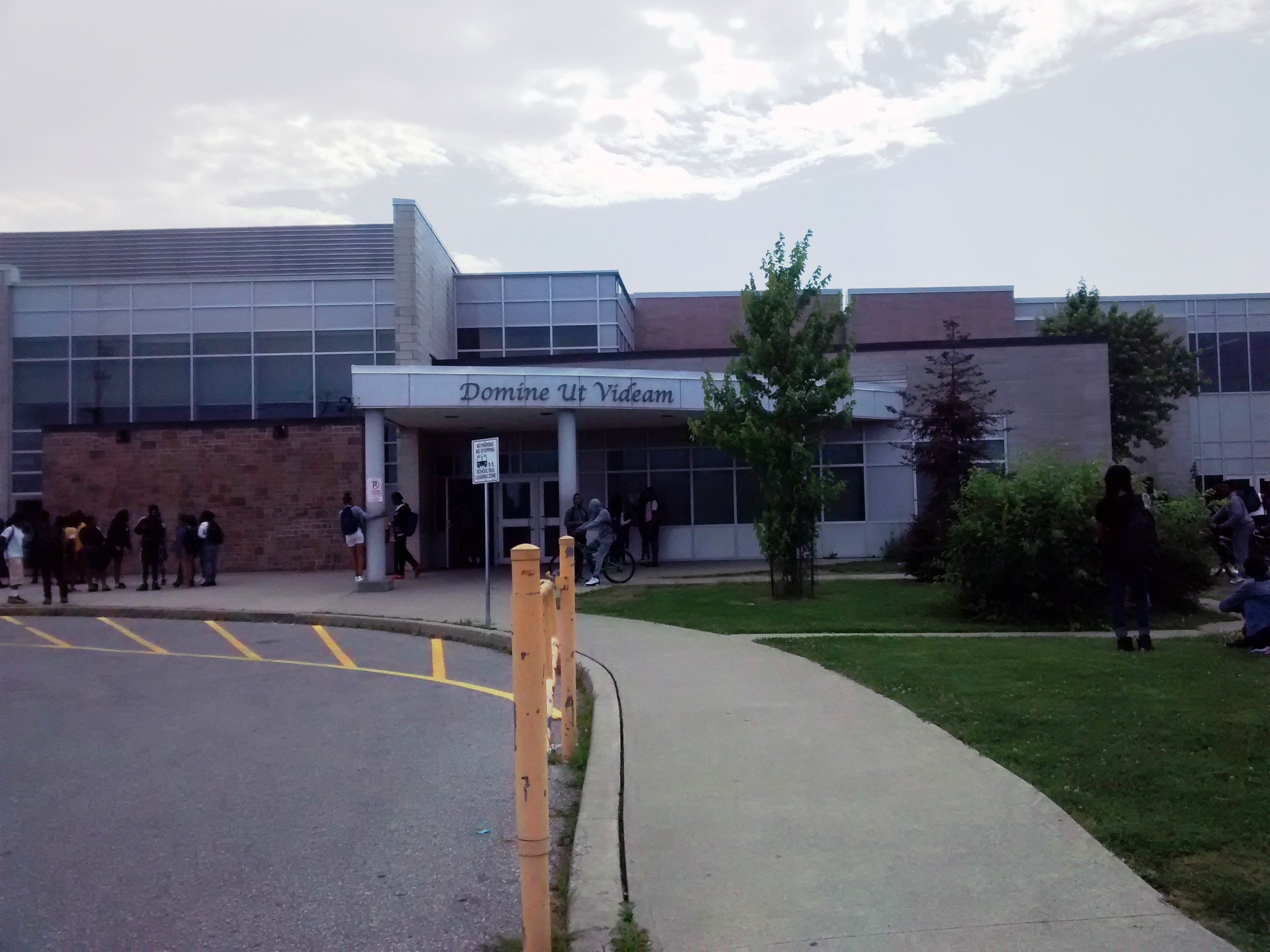
亨利·卡爾神父天主教中學（Father Henry Carr Catholic Secondary School）是該地區的數所公立天主教中學之一。這座建筑建于1966年，當時為漢伯高中學（Humbergrove Secondary School）

- 北亞比安書院（North Albion Collegiate Institute）
- 地士道城書院（Thistletown Collegiate Institute）
- 西漢伯書院（West Humber Collegiate Institute）
- 漢伯高中學（Humbergrove Secondary School），已不復存在，現由多倫多天主教教育局佔用
- 榆樹河岸初級中學（Elmbank Junior Middle Academy）

多倫多天主教教育局（TCDSB）：
- 聖安道天主教學校（St. Andrew Catholic School）
- 亨利·卡爾神父天主教中學（Father Henry Carr Catholic Secondary School）
- 珀西·約翰遜主教天主教中學（Monsignor Percy Johnson Catholic Secondary School）
- 思高天主教中學（Don Bosco Catholic Secondary School），現已關閉
- 瑪利安學校（Marian Academy），現已關閉，位於力士杜最貧困的地區

漢博學院北校區位於力士杜。同一校區還設有貴湖漢博大學（University of Guelph-Humber），這是一所由漢博學院與貴湖大學聯合運營的高等教育機構。多倫多公共圖書館的力士杜分館亦位於該地區。

## 著名人物
- Dalano Banton, professional basketball player
- Carlo Colaiacovo, professional hockey player
- Ghetto Concept, hip hop group
- John Hallett, politician
- Dave Huntley, former professional lacrosse player
- Infinite, hip hop musician
- Jelleestone, hip hop musician
- K'naan, hip hop musician
- King Bach, actor, comedian, and director
- Dean McDermott, actor and producer
- Bruce McDonald, film and television director
- NAV, hip hop recording artist and record producer
- Colin Patterson, professional hockey player
- Vera Peters, oncologist and clinical investigator
- Pvrx, hip hop musician
- Rheostatics, rock band
- Spek Won, hip hop musician
- Jordan Subban, professional hockey player
- Malcolm Subban, professional hockey player
- P. K. Subban, professional hockey player

## 流行文化
2006年，力士杜是電視影片《末日鎮》（Doomstown）的取景地。青春電視連續劇How to Be Indie的地點亦為力士杜。

## 外部連結
- 多倫多社區 - 力士杜 （页面存档备份，存于）